# Куарто (крайцер скаут, 1911)
Куарто (на италиански: Quarto) е бронепалубен крайцер на Кралските военноморски сили на Италия от началото на 20 век. Построен в единствен екземпляр. Това в първия италиански крайцер, който се задвижва с парни турбини, което носи скорост от над 28 възела и спомага за изпълняването на основната роля за която е създаден – разузнавач за основните сили на флота.
„Куарто“ е базиран в Бриндизи през Първата световна война и участва веднъж в бойни действия в атака на Австро-Унгарски транспорти в южната част на Адриатическо море, като при срещата му с австроунгарския крайцер „Хелголанд“ двата кораба се оттеглят без да си нанесат взаимно повреди. В началото на 1930-те години „Куарто“ служи в Източна Азия и оказва поддръжка на италианската армия във Втората италианско-етиопска война, 1936 г. Следващите години е флагман на италианските сили, които участват в патрулните операции на неинтервентите, по време на гражданската война в Испания, атакуван е от Републикански бомбардировачи, но не получава повреди. Изключен е от състава на флота през януари 1939 г. и се използва като кораб-мишена за тестове с човешко торпедо и моторници-бомби, потъва след тест на моторница-бомба през ноември 1940 г., която макар и с намален заряд причинява на кораба такива поражения, че той бързо потъва.

## Конструкция
„Куарто“ е проектиран от капитан 3-ти ранг Джулио Труконе за служба като крайцер скаут на Италианския флот. Като такъв е първият крайцер на флота, който е задвижван от парни турбини. Има две мачти, разположени при предния и задния команден пост. Основната защита на крайцера е бронирана палуба и броня на бойната рубка. Парните турбини са четири на брой, модел Парсънс, всяка от които задвижва отделен вал и гребен винт, и са захранвани от пара с осем работещи на петрол, както и два комбинирани (на петрол и въглища) парни котли. Котлите са разположени в три котелни отделения между разположените в средата на крайцера три комина.
Основното въоръжение на кораба са шест единично монтирани скорострелни 120 mm оръдия, с дължина на ствола 50 калибра. Две от тях са монтирани успоредно на бака, две се намират на главната палуба, пред задната рубка, а последните две след нея на горната палуба, като лявото от тях е изместено назад. Оръдията са произведени от фирмата Armstrong Whitworth (Армстронг). Спомагателната артилерия е представена от шест 76 mm, 50 калиброви оръдия. Минното въоръжение се състои от два 450 mm надводни торпедни апарата, които скоро след влизането в строй на крайцера са заменени с един сдвоен апарат. Освен това „Куарто“ е проектиран да носи и 200 морски мини.